# 神様はつらい
『神様はつらい』 (かみさまはつらい、ロシア語: Трудно быть богом) は、旧ソビエト連邦（当時）の小説家のストルガツキー兄弟が1964年に発表したSF小説。世界観を共有する他の小説作品群とともにNoon Universeと呼ばれる未来史を形成している他、同作を原作とした映画や戯曲、ゲームなども発売された。

## あらすじ
遠い未来、地球人と姿かたちがまったく変わらない種族が中世後期レベルの文明を築いている惑星が発見される。地球人はその惑星のさまざまな社会階層にエージェントを送り込み調査させる。
地球の科学技術の装備を備えた彼らの身体能力は先住民の何倍も優れており、さらに単独でも何千人もの人々を扇動させ反乱を起こさせ、支配階級を排除し、自ら統治者になることができるが、そのような行動は厳しく禁止されている。地球人エージェントに許されているのはかつての地球社会が経験した明らかな歴史的間違いからその住民を守ることだった。地球からのエージェントは武器の使用に熟練しているが、たとえ正当防衛であっても、知覚生物を殺すことは道徳的理由から容認されていない。
主人公の地球人エージェントのアントンは高貴な貴族ドン・ルマータを装って惑星の国家の一つであるアルカナル王国で活動している。この王国は反動体制の時代を迎えており、知識人を迫害している。ルマータは社会を正しい道に戻そうとし、現地人の中で反乱を主導できる人を見つけようとしたがうまくいかず、代わりに優秀な科学者、詩人、芸術家を後世に残そうとしはじめる。
アルカナル王国は首相のドン・レエバが実権を握っているが彼は権力に飢え、執念深く、教養もない小役人的な人物であり、治世の3年間に「灰色の巡察隊」を創設し、知識人どころか字の読み書きができる人間を片っ端から殺し始めた。彼は大衆が無条件に彼を信じ、どんなナンセンスな主張も真実として受け入れ、支配者を崇拝する社会を作ろうとしていた。彼はさらに下剋上の反乱を起こし王家一族を殺害し、レエバと共謀した修道会による神権独裁政権が確立された。レエバ自身が教団のアルカナル司教、つまり国家の事実上の統治者となる。彼はまた、本物のルマータが5年前に亡くなって一族の墓に埋葬されており、今のルマータが本人ではないことを発見した。しかし同時に彼の背後に大きな力があることを知ったため逆に恐れるようになる。しかし、レエバはキーラのことを知り、彼女がいる隠れ家へ追手を差し向けるがルマータと鉢合わせになり、驚いて弓を引いた結果その矢の一つがキーラを殺害する。最愛の少女の死後、ルマタは自制心を失い、剣を取ってレエバの宮殿へ向かう。
現状を緊急事態と認識した地球人たちは軌道から降下し、アルカナル上空に睡眠爆弾を散布する。アントンは宮殿でレエバらの死体に囲まれた状態で発見される。

## 余談
ドン・レエバは当初ドン・レビアという名前であり、これはラヴレンチー・ベリヤのアナグラムだった。

## 邦訳
- 『神様はつらい』太田多耕訳 - 『世界ＳＦ全集』24（早川書房、1970年）に収録。

## 評価
シオドア・スタージョンは、この作品を「これまで読んだ中で最も巧みに書かれた、重厚な内容のSF小説の一つ」と称賛し、「文章のテンポが良く、物語の構造が美しく構成されている」と述べた。 
パブリッシャーズ・ウィークリー誌は、「飾り気のない散文は豊かなアイデアを覆い隠しており、厄介な道徳的問題を探究する想像力豊かな文学の能力を示している」と書いた。

## メディア展開

### 映画
- 『惑星アルカナル 〜宇宙からの使者〜（英語版）』Трудно быть богом （1989年、ソ連＝西ドイツ）

- 『神々のたそがれ』Трудно быть богом（2013年、ロシア ）

### Без оружия
『武器なし』 (Без оружия) は、『遠い星から来た男』(Человек с далёкой звезды)としても知られ、1989 年にストルガツキー兄弟自身によって創作された戯曲。本編で明かされなかった設定が明かされる。

### ゲーム
同名のPC 向けロールプレイングビデオゲーム『Трудно быть богом』は2007 年にBurut EntertainmentとAkella Studios によって 開発された。このゲームは原作の出来事の直後という設定。プレイヤーは新人の諜報員としてドン・ルマータの失踪と、彼の失踪がもたらした影響を調査する。なプレイヤーは最終的に真実を発見し、ミッション中に提供された地球の高度な兵器を使用する。